# Piédestal d'Agrippa
Pour les articles homonymes, voir Agrippa.
Le Piédestal d'Agrippa est un monument antique situé à l'ouest des Propylées d'Athènes. Construit en marbre, sa hauteur est similaire à celle du temple d'Athéna Niké qui se trouve plus au sud. Il a probablement été construit en l'honneur d'Eumène II de Pergame en 178 av. J.-C. pour commémorer sa victoire dans la course de chars des Jeux Panathénaïques. 

## Histoire
Initialement, le monument constitua le socle d'un quadrige en bronze de grandeur nature, conduit par Eumène et son frère Attale. Vers 27 av. J.-C., la ville d'Athènes remplaça ce char par un autre, ou bien par une statue monumentale, qu'elle dédia à Marcus Agrippa, le gendre d'Auguste, en reconnaissance de la reconstruction de l'Odéon d'Athènes dans l'agora. Durant la période romaine, d'autres personnages, tels Marc Antoine et Cléopâtre, furent vraisemblablement mis à l'honneur par une statue au sommet du monument. Par la suite, la statue d'Agrippa disparut à une date inconnue.
Le monument connait, en particulier depuis le XIXe siècle, d'importants problèmes structurels imputables aux tremblements de terre, à l'érosion et aux infiltrations. Au début du XXe siècle, des travaux furent conduits afin de renforcer la structure par du béton et des éléments métalliques. Depuis 2021, un échafaudage est installé autour du monument dans le cadre de travaux mis en œuvre par le Service de préservation des monuments de l'Acropole.

## Description
Le piédestal rectangulaire et légèrement effilé est donc la seule partie du monument conservée à ce jour. Il est réalisé en marbre de l'Hymette, avec une technique d'assemblage dite à appareil pseudo-isodome, particulièrement populaire à l'époque hellénistique. Il repose sur une base étagée en pierre et en tuf, de 3,80 × 3,31 mètres, haute de 4,50 mètres. Le piédestal s'élève à 8,91 mètres de haut. Sa forme est semblable à celle d'autres piédestaux hellénistiques que l'on trouve dans de grands sanctuaires comme celui de Delphes. Sur sa face ouest, on peut lire l'inscription : « La ville [dédie ceci] à Marcus Agrippa, fils de Leukios, trois fois consul et bienfaiteur ».